# Gil Cordovés
Gil Cordovés Pérez (Santiago de Cuba, 14 maart 1965) is een Cubaans wielrenner. Hij kwam een half seizoen uit voor Tecos de la Universidad Autónoma de Guadalajara. Voor zijn carrière op de weg was Cordovés actief op de baan en won in 1995 goud op de Pan-Amerikaanse Spelen op het onderdeel 1 kilometer.
In september 2008 werd hij positief bevonden op het gebruik van testosteron in de Ronde van Venezuela en voor een jaar geschorst.

## Belangrijkste overwinningen
1995
- 1 kilometer op Pan-Amerikaanse Spelen

2001
- Proloog Ronde van Costa Rica
- 2e, 3e, 8e, 10e deel A en 13e deel B etappe Ronde van Venezuela

2002
- 1e, 4e, 9e deel B en 10e etappe Ronde van Venezuela
- Proloog Ronde van Costa Rica

2003
- 3e etappe Ronde van Colombia
- 1e, 3e, 5e deel B, 6e, 8e, 12e en 14e etappe Ronde van Venezuela

2004
- 5e etappe Ronde van Rio de Janeiro
- 1e, 2e, 5e, 7e, 9e deel B, 13e en 14e etappe Ronde van Venezuela

2005
- 2e etappe Ronde van Táchira
- Proloog, 5e en 9e etappe Vuelta a la Independencia Nacional
- 5e, 12e en 14e etappe Ronde van Venezuela

2006
- 1e, 3e, 6e, 7e, 9e, 11e en 14e etappe Ronde van Venezuela
- 3e etappe Clasico Banfoandes

2007
- 3e, 7e, 13e en 14e etappe Ronde van Venezuela
- 1e etappe Clasico Banfoandes

2008
- Proloog, 2e, 5e deel B, 6e en 9e etappe Vuelta a la Independencia Nacional
- Clasico ciudad de Caracas
- 8e en 13e etappe Ronde van Venezuela
- 2e en 4e etappe Clasico Banfoandes

2010
- 3e etappe Ronde van Táchira
- 3e, 5e en 11e etappe Ronde van Venezuela

2011
- 7e etappe Ronde van Venezuela

2012
- 3e etappe Ronde van Venezuela